# Coppa Libertadores 2022 (calcio femminile)
La Coppa Libertadores femminile 2022 è stata la 14ª edizione della massima competizione sudamericana riservata a squadre femminili di calcio. Il torneo si è disputato dal 13 e il 28 ottobre in Ecuador con la finale in programma il 28 ottobre allo stadio Rodrigo Paz Delgado di Quito.
La coppa è stata vinta dalle brasiliane del Palmeiras, che in finale hanno battuto le argentine del Boca Juniors per 4-1.

## Squadre
Al torneo partecipano 16 squadre appartenenti alle 10 federazioni della CONMEBOL, secondo i seguenti criteri:
- ciascuna delle 10 federazioni iscrive la squadra campione nazionale,
- un posto assegnato alla squadra campione in carica,
- un posto assegnato alla federazione ospite, l'Ecuador in quest'edizione[1],
- quattro ulteriori posti alle prime quattro federazioni nella classifica delle prestazioni nel torneo, quindi Brasile, Cile, Colombia e Paraguay per quest'edizione[1].

| Nazione               | Squadra              | Qualificazione                                    |
| --------------------- | -------------------- | ------------------------------------------------- |
| Argentina (1 squadra) | Boca Juniors         | Campione del campionato argentino 2022            |
| Bolivia (1 squadra)   | Always Ready         | Campione del campionato boliviano 2022            |
| Brasile (3 squadre)   | Corinthians          | Campione in carica                                |
| Brasile (3 squadre)   | Palmeiras            | Vicecampione del campionato brasiliano 2021       |
| Brasile (3 squadre)   | Ferroviária          | Terza classificata del campionato brasiliano 2021 |
| Cile (2 squadre)      | Universidad de Chile | Campione del campionato cileno 2021               |
| Cile (2 squadre)      | Santiago Morning     | Vicecampione del campionato cileno 2021           |
| Colombia (2 squadre)  | América de Cali      | Campione del campionato colombiano 2022           |
| Colombia (2 squadre)  | Deportivo Cali       | Vicecampione del campionato colombiano 2022       |
| Ecuador (2 squadre)   | Ñañas                | Campione del campionato ecuadoriano 2022          |
| Ecuador (2 squadre)   | Dragonas IDV         | Vicecampione del campionato ecuadoriano 2022      |
| Paraguay (2 squadre)  | Olimpia              | Campione del campionato paraguaiano 2021          |
| Paraguay (2 squadre)  | Libertad/Limpeño     | Vicecampione del campionato paraguaiano 2021      |
| Perù (1 squadra)      | Alianza Lima         | Campione del campionato peruviano 2021            |
| Uruguay (1 squadra)   | Defensor Sporting    | Campione del campionato uruguaiano 2021           |
| Venezuela (1 squadra) | Deportivo Lara       | Campione del campionato venezuelano 2022          |

## Stadi
Tutte le partite sono state disputate a Quito in Ecuador nei seguenti stadi:
- Stadio Gonzalo Pozo Ripalda (capienza 18 799 spettatori)
- Stadio Banco Guayaquil (capienza 12 000 spettatori)
- Stadio Rodrigo Paz Delgado (capienza 41 575 spettatori)

## Fase a gruppi
Il sorteggio per definire la composizione dei gruppi si è tenuto il 20 settembre 2022.
Le 16 squadre partecipanti sono state divise in 4 gruppi, ciascuno composto da 4 squadre. Ogni squadra gioca con le altre 3 squadre del proprio gruppo una sola volta. La prima e la seconda classificata di ogni gruppo accedono ai quarti di finale.

### Gruppo A

#### Classifica
| Pos | Squadra        | Pt | G | V | N | P | GF | GS | DG  |
| --- | -------------- | -- | - | - | - | - | -- | -- | --- |
| 1.  | Deportivo Cali | 9  | 3 | 3 | 0 | 0 | 14 | 3  | +11 |
| 2.  | Corinthians    | 6  | 3 | 2 | 0 | 1 | 10 | 2  | +8  |
| 3.  | Olimpia        | 3  | 3 | 1 | 0 | 2 | 3  | 6  | -3  |
| 4.  | Always Ready   | 0  | 3 | 0 | 0 | 3 | 1  | 17 | -16 |

#### Risultati
| Squadra 1      | Risultato   | Squadra 2      |
| 1ª giornata    | 1ª giornata | 1ª giornata    |
| -------------- | ----------- | -------------- |
| Olimpia        | 2 - 0       | Always Ready   |
| Corinthians    | 1 - 2       | Deportivo Cali |
| 2ª giornata    |             |                |
| Olimpia        | 1 - 2       | Deportivo Cali |
| Always Ready   | 0 - 5       | Corinthians    |
| 3ª giornata    |             |                |
| Corinthians    | 4 - 0       | Olimpia        |
| Deportivo Cali | 10 - 1      | Always Ready   |

### Gruppo B

#### Classifica
| Pos | Squadra           | Pt | G | V | N | P | GF | GS | DG |
| --- | ----------------- | -- | - | - | - | - | -- | -- | -- |
| 1.  | Boca Juniors      | 7  | 3 | 2 | 1 | 0 | 8  | 4  | +4 |
| 2.  | Ferroviária       | 7  | 3 | 2 | 1 | 0 | 4  | 2  | +2 |
| 3.  | Ñañas             | 3  | 3 | 1 | 0 | 2 | 6  | 8  | -2 |
| 4.  | Defensor Sporting | 0  | 3 | 0 | 0 | 3 | 3  | 7  | -4 |

#### Risultati
| Squadra 1         | Risultato   | Squadra 2         |
| 1ª giornata       | 1ª giornata | 1ª giornata       |
| ----------------- | ----------- | ----------------- |
| Defensor Sporting | 0 - 2       | Boca Juniors      |
| Ñañas             | 0 - 1       | Ferroviária       |
| 2ª giornata       |             |                   |
| Boca Juniors      | 4 - 2       | Ñañas             |
| Defensor Sporting | 0 - 1       | Ferroviária       |
| 3ª giornata       |             |                   |
| Ñañas             | 4 - 3       | Defensor Sporting |
| Ferroviária       | 2 - 2       | Boca Juniors      |

### Gruppo C

#### Classifica
| Pos | Squadra              | Pt | G | V | N | P | GF | GS | DG  |
| --- | -------------------- | -- | - | - | - | - | -- | -- | --- |
| 1.  | Palmeiras            | 9  | 3 | 3 | 0 | 0 | 12 | 1  | +11 |
| 2.  | Universidad de Chile | 6  | 3 | 2 | 0 | 1 | 10 | 5  | +5  |
| 3.  | Dragonas IDV         | 3  | 3 | 1 | 0 | 2 | 2  | 10 | -8  |
| 4.  | Libertad/Limpeño     | 0  | 3 | 0 | 0 | 3 | 2  | 10 | -8  |

#### Risultati
| Squadra 1            | Risultato   | Squadra 2            |
| 1ª giornata          | 1ª giornata | 1ª giornata          |
| -------------------- | ----------- | -------------------- |
| Universidad de Chile | 3 - 1       | Dragonas IDV         |
| Palmeiras            | 3 - 0       | Libertad/Limpeño     |
| 2ª giornata          |             |                      |
| Universidad de Chile | 6 - 2       | Libertad/Limpeño     |
| Dragonas IDV         | 0 - 7       | Palmeiras            |
| 3ª giornata          |             |                      |
| Palmeiras            | 2 - 1       | Universidad de Chile |
| Libertad/Limpeño     | 0 - 1       | Dragonas IDV         |

### Gruppo D

#### Classifica
| Pos | Squadra          | Pt | G | V | N | P | GF | GS | DG  |
| --- | ---------------- | -- | - | - | - | - | -- | -- | --- |
| 1.  | América de Cali  | 9  | 3 | 3 | 0 | 0 | 11 | 1  | +10 |
| 2.  | Santiago Morning | 6  | 3 | 2 | 0 | 1 | 8  | 1  | +7  |
| 3.  | Alianza Lima     | 1  | 3 | 0 | 1 | 2 | 2  | 4  | -2  |
| 4.  | Deportivo Lara   | 1  | 3 | 0 | 1 | 2 | 1  | 16 | -15 |

#### Risultati
| Squadra 1        | Risultato   | Squadra 2        |
| 1ª giornata      | 1ª giornata | 1ª giornata      |
| ---------------- | ----------- | ---------------- |
| Alianza Lima     | 1 - 1       | Deportivo Lara   |
| América de Cali  | 1 - 0       | Santiago Morning |
| 2ª giornata      |             |                  |
| Deportivo Lara   | 0 - 8       | América de Cali  |
| Alianza Lima     | 0 - 1       | Santiago Morning |
| 3ª giornata      |             |                  |
| América de Cali  | 2 - 1       | Alianza Lima     |
| Santiago Morning | 7 - 0       | Deportivo Lara   |

## Fase a eliminazione diretta
Le fasi a eliminazione diretta include la disputa di quarti di finale e semifinali, con partite di andata e ritorno. Gli accoppiamenti dei quarti di finale e del tabellone sono stabiliti al momento del sorteggio per la composizione della fase a gruppi. In caso di parità di reti segnate al termine dei tempi regolamentari, si passa direttamente ai tiri di rigore, senza disputare i tempi supplementari.

### Tabellone
|  | Quarti di finale      | Quarti di finale   |                |                 | Semifinali                | Semifinali                |  |  | Finale | Finale |
|  |                       |                    |                |                 |                           |                           |  |  |        |        |
|  |                       |                    |                |                 |                           |                           |  |  |        |        |
|  |                       |                    |                |                 |                           |                           |  |  |        |        |
|  | Deportivo Cali        | 2                  |                |                 |                           |                           |  |  |        |        |
|  | Deportivo Cali        | 2                  |                |                 |                           |                           |  |  |        |        |
|  | Ferroviária           | 1                  |                |                 |                           |                           |  |  |        |        |
|  | Ferroviária           | 1                  | Deportivo Cali | 1 (0)           |                           |                           |  |  |        |        |
|  |                       |                    | Deportivo Cali | 1 (0)           |                           |                           |  |  |        |        |
|  |                       | Boca Juniors (dtr) | 1 (3)          |                 |                           |                           |  |  |        |        |
|  | Boca Juniors          | Boca Juniors (dtr) | 1 (3)          | 2               |                           |                           |  |  |        |        |
|  | Boca Juniors          |                    |                | 2               |                           |                           |  |  |        |        |
|  | Corinthians           | 1                  |                |                 |                           |                           |  |  |        |        |
|  | Corinthians           | 1                  | Boca Juniors   | 1               |                           |                           |  |  |        |        |
|  |                       |                    | Boca Juniors   | 1               |                           |                           |  |  |        |        |
|  |                       | Palmeiras          | 4              |                 |                           |                           |  |  |        |        |
|  | Palmeiras             | Palmeiras          | 4              | 2               |                           |                           |  |  |        |        |
|  | Palmeiras             |                    |                | 2               |                           |                           |  |  |        |        |
|  | Santiago Morning      | 1                  |                |                 |                           |                           |  |  |        |        |
|  | Santiago Morning      | 1                  | Palmeiras      | 1               | Finale per il terzo posto | Finale per il terzo posto |  |  |        |        |
|  |                       |                    | Palmeiras      | 1               | Finale per il terzo posto | Finale per il terzo posto |  |  |        |        |
|  |                       | América de Cali    | 0              |                 |                           |                           |  |  |        |        |
|  | América de Cali (dtr) | América de Cali    | 0              | 1 (4)'          | Deportivo Cali            | 0                         |  |  |        |        |
|  | América de Cali (dtr) |                    |                | 1 (4)'          | Deportivo Cali            | 0                         |  |  |        |        |
|  | Universidad de Chile  | 1 (2)              |                | América de Cali | 5                         |                           |  |  |        |        |
|  | Universidad de Chile  | 1 (2)              |                |                 | 5                         |                           |  |  |        |        |
|  |                       |                    |                |                 |                           |                           |  |  |        |        |
|  |                       |                    |                |                 |                           |                           |  |  |        |        |

### Quarti di finale
| Squadra 1       | Risultato       | Squadra 2            |
| 22 ottobre 2022 | 22 ottobre 2022 | 22 ottobre 2022      |
| --------------- | --------------- | -------------------- |
| Deportivo Cali  | 2 - 1           | Ferroviária          |
| Boca Juniors    | 2 - 1           | Corinthians          |
| 23 ottobre 2022 |                 |                      |
| Palmeiras       | 2 - 1           | Santiago Morning     |
| América de Cali | 1 - 1 (4-2 dtr) | Universidad de Chile |

### Semifinali
| Squadra 1       | Risultato       | Squadra 2       |
| 25 ottobre 2022 | 25 ottobre 2022 | 25 ottobre 2022 |
| --------------- | --------------- | --------------- |
| Deportivo Cali  | 1 - 1 (0-3 dtr) | Boca Juniors    |
| 26 ottobre 2022 |                 |                 |
| Palmeiras       | 1 - 0           | América de Cali |

### Finale 3º posto
| Squadra 1       | Risultato       | Squadra 2       |
| 28 ottobre 2022 | 28 ottobre 2022 | 28 ottobre 2022 |
| --------------- | --------------- | --------------- |
| Deportivo Cali  | 0 - 5           | América de Cali |

### Finale
| Arbitro: | Emikar Calderas |

|            |           |                                                        |
| Priori 13’ | Marcatori | 5’ Ary Borges 49’ Byanca 58’ Poliana 89’ Bia Zaneratto |